# Laurent Witz

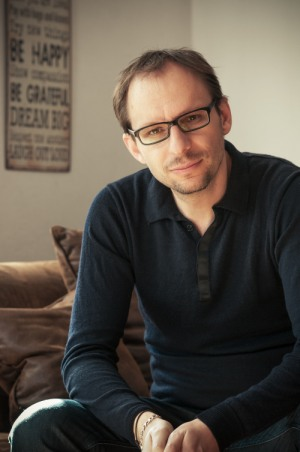
Laurent Witz (2013)

Laurent Witz (* 21. November 1975 in Haguenau) ist ein französischer Animator und Filmproduzent.

## Leben
Witz studierte an der École supérieure d’art de Lorraine in Metz und war während des Studiums zwischen 1997 und 1998 bereits Regisseur von vier eigenen Animationsfilmen. Seine Kenntnisse in 3D-Animation brachte er sich selbst bei. Er ging 2002 nach Luxemburg, wo er als Animator unter anderem am ersten luxemburgischen Langanimationsfilm Die neuen Abenteuer von Reineke Fuchs arbeitete. Er gründete 2007 die Produktionsfirma ZEILT Productions sowie 2010 die Firma WATT Frame. ZEILT war ausführender Produzent unter anderem bei animierten Werbekampagnen. In Zusammenarbeit beider Produktionsfirmen entstand ab 2012 der Kurzanimationsfilm Mr Hublot, für den Witz gemeinsam mit Koregisseur Alexandre Espigares 2014 mit dem Oscar in der Kategorie Bester animierter Kurzfilm ausgezeichnet wurde.

## Filmografie (Auswahl)
- 2007: Die neuen Abenteuer von Reineke Fuchs (Roman de Renart)
- 2013: Mr Hublot